# کیلوگرم
کیلوگرم (به انگلیسی: Kilo-gram) یکای جرم در سیستم متریک و یکای اصلی اس‌آی است که دقیقاً برابر با هزار گرم یا ۲ پوند مِتریک یا ۲٬۲۰۵ پوند انگلیسی است.
یک کیلوگرم تا سال ۲۰۱۹ برابر با جرم IPK (نمونه بین‌المللی کیلوگرم) یک میلهٔ استاندارد ساخته‌شده از آلیاژ پلاتینیوم یا ایریدیوم در نظر گرفته می‌شود اما در سال ۲۰۱۹، کیلوگرم بازتعریف شد تا آن را بتوان بر اساس ثابت‌های فیزیکی تعریف کرد.
تعریف کنونی کیلوگرم بر اساس ثابت‌های فیزیکی ثابت پلانک، ثانیه، و متر انجام شده‌است و این اجازه می‌دهد که آزمایشگاه‌های مترولوژی که ابزارهایی مانند تراز کیبل داشته باشند بتوانند دقیقا میزان یک کیلوگرم را معین کنند.
این میله در داخل مجموعه‌ای حفاظ‌های تودرتو که آن را از آلودگی و استفادهٔ نامناسب حفظ می‌کند و در اداره بین‌المللی اوزان و مقیاس‌ها در شهرِ سور، در حومهٔ پاریس نگهداری می‌شود. پس از مدتی، دانشمندان دیدند که از جِرم این میله کاسته می‌شود، به همین دلیل، دانشمندان در حال ساخت کُره از جنس کریستال هستند که جِرمش یک کیلوگرم باشد.
گرَم و کیلوگرم برای اولین بار در سال‌های اولِ انقلاب فرانسه و برای یکسان‌سازی واحدهای اندازه‌گیری در سراسر کشور ابداع شدند. با توجه به این‌که چگالی آب حدود ۱۰۰۰ کیلوگرم بر متر مکعب است، بنابراین، یک کیلوگرم جِرم یک لیتر آب خالص در شرایط عادی (هوای ۴ درجه) می‌باشد.
از سال ۱۸۸۹، واحد کیلوگرم بر اساس یک سیلندر ساخته شده از آلیاژ پلاتینیوم – ایریدیوم که با نام مستعار «لو گران کا» به اصطلاح «ک بزرگ» شهرت داشت تعیین می‌شد. برای حفظ این سیلندر از هر نوع آلودگی یا تغییر، آن را در چندین محفظه تو در تو در یک خزانه در حومه پاریس نگهداری می‌کنند.

## تعریف
تعریف کنونی کیلوگرم این است:
کیلوگرم, با نماد kg, یکای SI جرم است. مقدار آن براساس میزان ثابت پلانک h (۶٫۶۲۶۰۷۰۱۵×۱۰−۳۴) زمانی که در یکای ژول در ثانیه تعریف شود، برابر با  kg⋅m2⋅s−1خواهد بود که متر و ثانیه c بر اساس مقادیر ΔνCs محاسبه خواهند شد.— CGPM 
بر این اساس کیلوگرم بدین شکل محاسبه می‌شود:
kg = (۲۹۹۷۹۲۴۵۸)2/(۶٫۶۲۶۰۷۰۱۵×۱۰−۳۴)(۹۱۹۲۶۳۱۷۷۰)hΔνCs/c2   = ۹۱۷۰۹۷۱۲۱۱۶۰۰۱۸/۶۲۱۵۴۱۰۵۰۷۲۵۹۰۴۷۵۱۰۴۲hΔνCs/c2 ≈ (۱٫۴۷۵۵۲۱۳۹۹۷۳۵۲۷۰×۱۰۴۰)hΔνCs/c2.
این تعریف با تعاریف قدیمی از کیلوگرم تقریبا یکی است و کمتر از ۳۰ پی‌پی‌ام با جرم یک لیتر آب تفاوت دارد.